# Лае Сіті Двеллерз
 Лае Сіті Двеллерз Футбал Клаб або просто «Лае Сіті Двеллерз» (англ. Lae City Dwellers Football Club) — напівпрофесіональний футбольний клуб з міста Лае, в Папуа Новій Гвінеї.

## Історія
Футбольний клуб «Лае Сіті Двеллерз» було засновано 2014 року в місті Лае, в Папуа Новій Гвінеї. В цьому ж році команда дебютувала в Національній Соккер Лізі ПНГ, в якій дійшла до фіналу чемпіонського плей-оф. В ньому команда поступилася «Хекарі Юнайтед» з рахунком 0:3. В сезоні 2015 року Лае Сіті Двеллерз реабілітувалися за поразку в фіналі та здобули свій перший чемпіонський титул. У фінальному поєдинку клуб переміг Маданг з рахунком 4:1. Завдяки цій перемозі команда кваліфікувалася для участі в Лізі чемпіонів в наступному сезоні. В сезоні 2015/16 років «Лае Сіті Двеллерз» знову став переможцем національного чемпіонату.

## Досягнення
- Національна Соккер Ліга ПНГ:
  -  Чемпіон (2): 2015, 2015/16, 2017, 2018
  -  Срібний призер (1): 2014

- Кубок ПНГФА
  -  Володар (1): 2010/11

## Склад команди
Склад на Лігу чемпіонів 2015/2016:
Станом на 7 квітня 2016
| №  | Поз. | Нац.               | Гравець            |
| -- | ---- | ------------------ | ------------------ |
| 1  | ВР   | Папуа Нова Гвінея  | Метесон Наса       |
| 2  | ЗХ   | Папуа Нова Гвінея  | Мозі Мілумбва      |
| 3  | ЗХ   | Папуа Нова Гвінея  | Валентайн Нельсон  |
| 4  | ЗХ   | Папуа Нова Гвінея  | Горопол Альберт    |
| 5  | ЗХ   | Папуа Нова Гвінея  | Джафет Тіампо      |
| 6  | ПЗ   | Папуа Нова Гвінея  | Трой Гунемба       |
| 7  | НП   | Папуа Нова Гвінея  | Реймонд Гунемба    |
| 8  | ПЗ   | Папуа Нова Гвінея  | Майкл Фостер       |
| 9  | НП   | Папуа Нова Гвінея  | Найджел Дабиньянба |
| 10 | НП   | Папуа Нова Гвінея  | Оберт Біка         |
| 11 | ПЗ   | Соломонові Острови | Джоакім Варої      |
| 12 | НП   | Папуа Нова Гвінея  | Метью Девід        |

| №  | Поз. | Нац.              | Гравець         |
| -- | ---- | ----------------- | --------------- |
| 13 | ЗХ   | Папуа Нова Гвінея | Адольф Кумісі   |
| 14 | ПЗ   | Папуа Нова Гвінея | Кен Кепе        |
| 15 | ЗХ   | Папуа Нова Гвінея | Джошуа Талау    |
| 16 | ЗХ   | Папуа Нова Гвінея | Карлос Пека     |
| 17 | ЗХ   | Папуа Нова Гвінея | Сіріл Мута      |
| 18 | ЗХ   | Папуа Нова Гвінея | Бева Віллі      |
| 19 | ПЗ   | Папуа Нова Гвінея | Есса Наса       |
| 20 | ВР   | Папуа Нова Гвінея | Рональд Варисан |
| 21 | ПЗ   | Папуа Нова Гвінея | Пітер Дабіньяба |
| 22 | НП   | Папуа Нова Гвінея | Більсон Було    |
| 23 | НП   | Папуа Нова Гвінея | Джон Кічані     |